# Maglaj
Maglaj – miasto w Bośni i Hercegowinie, w Federacji Bośni i Hercegowiny, w kantonie zenicko-dobojskim, siedziba gminy Maglaj. W 2013 roku liczyła 6099 mieszkańców, z czego większość stanowili Boszniacy.

## Charakterystyka
Jest położone 20 km na południe od Doboju, na trasie Doboj – Zenica. Leży nad rzeką Bośnią. Najważniejszym zabytkiem miasta jest meczet Kuršumlija, wzniesiony w drugiej połowie XVI wieku. W mieście znajdują się również pozostałości twierdzy z pięcioma wieżami.

## Historia
W czasie wojny w Bośni i Hercegowinie miasto było długo oblężone przez bośniackich Serbów w latach 1993-4, żywność dostarczano drogą powietrzną. Nie zostało jednak oficjalnie strefą bezpieczeństwa ONZ.